# Eddie Keizan
Eddie Keizan (* 12. September 1944 in Johannesburg; † 21. Mai 2016 ebenda) war ein südafrikanischer Automobilrennfahrer.

## Karriere
Eddie Keizan fuhr Tourenwagenrennen in Südafrika und gewann die heimische Meisterschaft zweimal, bevor er 1970 zu den Sportwagen und Monoposto wechselte. Dreimal war Keizan beim Großen Preis von Südafrika am Start. Die Rennen 1973 und 1974 bestritt er mit einem Tyrrell 004, 1975 ging für das Team Gunston er mit dem Lotus 72 ins Rennen, mit dem Emerson Fittipaldi 1972 Formel-1-Weltmeister wurde. Mit dem Lotus schaffte er bei einem Rennen zur südafrikanischen Formel-1-Meisterschaft auch die schnellste jemals gefahrene Runde auf der alten Rundstrecke von Kyalami.
Ende 1975 verließ er die Monoposto-Szene, um wieder Tourenwagenrennen zu fahren. Mit einem BMW 535 gewann er 1977 und 1978 erneut die Gesamtwertung der südafrikanischen Tourenwagenmeisterschaft. Den größten Erfolg seiner Karriere feierte er 1979 beim 1000-km-Rennen von Kyalami. Da sein Teamkollege Helmut Kelleners erkrankte, musste Keizan fast das gesamte Rennen alleine bestreiten und holte für BMW den Sieg gegen so starke Piloten wie John Watson, Jochen Mass, Hans-Joachim Stuck und Marc Surer.